# ناحیه لیبرتی (شهرستان آدامز، ایلینوی)
ناحیه لیبرتی، شهرستان آدامز، ایلینوی (به انگلیسی: Liberty Township) یک منطقهٔ مسکونی در ایالات متحده آمریکا است که در شهرستان آدامز، ایلینوی واقع شده‌است. ناحیه لیبرتی ۱٬۳۶۰ نفر جمعیت دارد و ۲۱۹ متر بالاتر از سطح دریا واقع شده‌است.